# Milan Trajkovic
Pour les articles homonymes, voir Trajkovic.
Milan Trajkovic (en grec moderne, Μίλαν Τραΐκοβιτς, né le 17 septembre 1992 à Surdulica, alors en Yougoslavie) est un athlète chypriote, spécialiste du 110 m haies.

## Carrière
À Kaunas, il bat le record national chypriote du 110 m haies en 13 s 67 (+ 0,8 m/s) en s'imposant dans l'épreuve de la Seconde Ligue des Championnats d'Europe par équipes, le 23 juin 2013. Le 14 mai 2016, il améliore ce record à 13 s 55 (- 0,4 m/s) à Nicosie. 
Le 8 juillet, lors des Championnats d'Europe d'Amsterdam, il remporte sa série avec un record national à 13 s 39 sous une pluie torentielle. Il termine 3e de sa demi-finale et est repêché pour la finale au temps (13 s 40) où il se classe 5e en 13 s 44, faisant de lui finaliste européen.
Milan Trajković participe en août 2016 aux Jeux olympiques de Rio de Janeiro, sa 1re participation olympique. Il passe le cap des séries grâce à sa 3e place (13 s 59) puis prend la 2e place de sa demi-finale en 13 s 31, record de Chypre et accède ainsi à la finale. Premier chypriote qualifié pour une finale olympique de sprint, Trajković se classe 7e en 13 s 41, proche du podium (13 s 25 par le Français Dimitri Bascou).
Le 9 septembre, il participe à la finale de la Ligue de diamant au Mémorial Van Damme et prend la 6e place de la course en 13 s 44, place qui lui permet de terminer 7e du classement général, un exploit pour le Chypriote.
Le 4 mars 2017, il termine 6e de la finale des Championnats d'Europe en salle de Belgrade en 7 s 60, après avoir établi un record national en demi-finale à 7 s 56. Le 25 juin 2017, il remporte sa division des Championnats d'Europe par équipes à Tel-Aviv, en égalant son propre record à 13 s 31. Trois jours plus tard, il finit 3e du Golden Spike d'Ostrava en 13 s 34, derrière le Français Garfield Darien (13 s 09, PB) et le Hongrois Balázs Baji (13 s 23, NR).
Le 1er juillet, il participe au Meeting de Paris et établit dès les séries un record de Chypre en 13 s 27, se classant 5e de la course. Lors des championnats du monde de Londres, il est éliminé en demi-finale le 6 août, dans le temps de 13 s 32.
Le 11 février 2018, au Pirée, il améliore d'un centième son record national du 60 m haies, en 7 s 55. Il s'impose ensuite à Toruń 4 jours plus tard en 7 s 59, devant le médaillé de bronze des mondiaux de 2017, Balázs Baji (7 s 61).
Aux championnats du monde en salle de Birmingham, les 3 et 4 mars, Milan Trajkovic réalise lors des demi-finales un nouveau record de Chypre du 60 m haies en 7 s 51, se qualifiant ainsi pour la finale. Malheureusement, lors de la finale, il est disqualifié pour faux-départ.
Le 3 mars 2019, il devient, à la surprise générale, champion d'Europe en salle du 60 m haies à Glasgow, devançant les favoris tels que Pascal Martinot-Lagarde (2e) ou Orlando Ortega (4e), pour l'emporter en 7 s 60.
Il termine 8e officieusement[pas clair] des championnats du monde 2019 à Doha.
En juillet 2024, il est nommé porte-drapeau de la délégation de Chypre aux Jeux olympiques d'été de 2024 à Paris en compagnie de l'athlète Elena Kulichenko.

## Palmarès
| Date | Compétition                        | Lieu                               | Résultat | Épreuve     | Temps   |
| ---- | ---------------------------------- | ---------------------------------- | -------- | ----------- | ------- |
| 2013 | Jeux des petits États d'Europe     | Luxembourg                         | 1er      | 110 m haies | 14 s 03 |
| 2013 | Championnats d'Europe par équipes  | Kaunas                             | 1er      | 110 m haies | 13 s 67 |
| 2015 | Jeux des petits États d'Europe     | Reykjavik                          | 1er      | 110 m haies | 13 s 86 |
| 2015 | Championnats d'Europe par équipes  | Stara Zagora                       | 3e       | 110 m haies | 13 s 82 |
| 2015 | Universiade                        | Gwangju                            | 6e       | 110 m haies | 13 s 78 |
| 2015 | Championnats des Balkans           | Pitești                            | 1er      | 110 m haies | 14 s 23 |
| 2016 | Championnats des Balkans           | Pitești                            | 1er      | 110 m haies | 13 s 73 |
| 2016 | Championnats d'Europe              | Amsterdam                          | 5e       | 110 m haies | 13 s 44 |
| 2016 | Jeux olympiques                    | Rio de Janeiro                     | 7e       | 110 m haies | 13 s 41 |
| 2016 | Ligue de diamant                   | Ligue de diamant                   | 7e       | 110 m haies | détails |
| 2017 | Championnats des Balkans en salle  | Belgrade                           | 1er      | 60 m haies  | 7 s 63  |
| 2017 | Championnats d'Europe en salle     | Belgrade                           | 6e       | 60 m haies  | 7 s 60  |
| 2017 | Championnats d'Europe par équipes  | Tel Aviv                           | 1er      | 110 m haies | 13 s 31 |
| 2017 | Ligue de diamant                   | Ligue de diamant                   | 7e       | 110 m haies | 13 s 42 |
| 2018 | Championnats du monde en salle     | Birmingham                         | finale   | 60 m haies  | DQ      |
| 2018 | Jeux du Commonwealth               | Gold Coast                         | 4e       | 110 m haies | 13 s 42 |
| 2019 | Circuit mondial en salle de l'IAAF | Circuit mondial en salle de l'IAAF | 3e       | 60 m haies  | détails |
| 2019 | Championnats d'Europe en salle     | Glasgow                            | 1er      | 60 m haies  | 7 s 60  |
| 2019 | Championnats d'Europe par équipes  | Varazdin                           | 3e       | 100 m       | 10 s 78 |
| 2019 | Championnats d'Europe par équipes  | Varazdin                           | 1er      | 110 m haies | 13 s 73 |
| 2019 | Championnats du monde              | Doha                               | 8e       | 110 m haies | 13 s 87 |
| 2023 | Jeux européens                     | Chorzów                            | 2e       | 110 m haies | 13 s 38 |
| 2024 | Championnats du monde en salle     | Glasgow                            | 8e       | 60 m haies  | 7 s 59  |

## Records
| Épreuve     | Temps        | Lieu       | Date           |
| ----------- | ------------ | ---------- | -------------- |
| 60 m haies  | 7 s 51 (NR)  | Birmingham | 4 mars 2018    |
| 110 m haies | 13 s 25 (NR) | Londres    | 9 juillet 2017 |